# 古曽部
古曽部（こそべ）は、現大阪府高槻市内の地域。
高槻市の丘陵部と平野部の境界の中央部に位置する。
平安時代の伊勢姫、能因法師隠棲の地であり、江戸時代から大正時代末期にかけての古曽部焼の生産地として知られる。

## 概要

### 地理
旧古曽部村（磐手村大字古曽部）は、西は真上村（芥川村大字真上）、西南部は上田辺村（高槻村/高槻町大字上田辺）、南は高槻村（高槻町）、東は別所村（磐手村大字別所）・安満村（磐手村大字安満）、北は成合村（磐手村大字成合）と接していた。
古曽部の旧村域（旧大字域）は、現在、古曽部町(一〜五丁目)のほか、西隣の奥天神一丁目(全域)、天神町一丁目(15,16,17番地の部分)・二丁目(23,24番地の部分)、東隣の別所本町(32,33,34番地の部分)、北隣の美しが丘(全域)、宮が谷町(55番地の部分)、南方の白梅町(4番地の西部を除く全域)・八丁西町(全域)、高槻町(9,10番地以北の部分)、北園町(10,11,13番地以北の部分)、大学町(全域)、城北町(7番地の部分)などに区分されている。

### 歴史

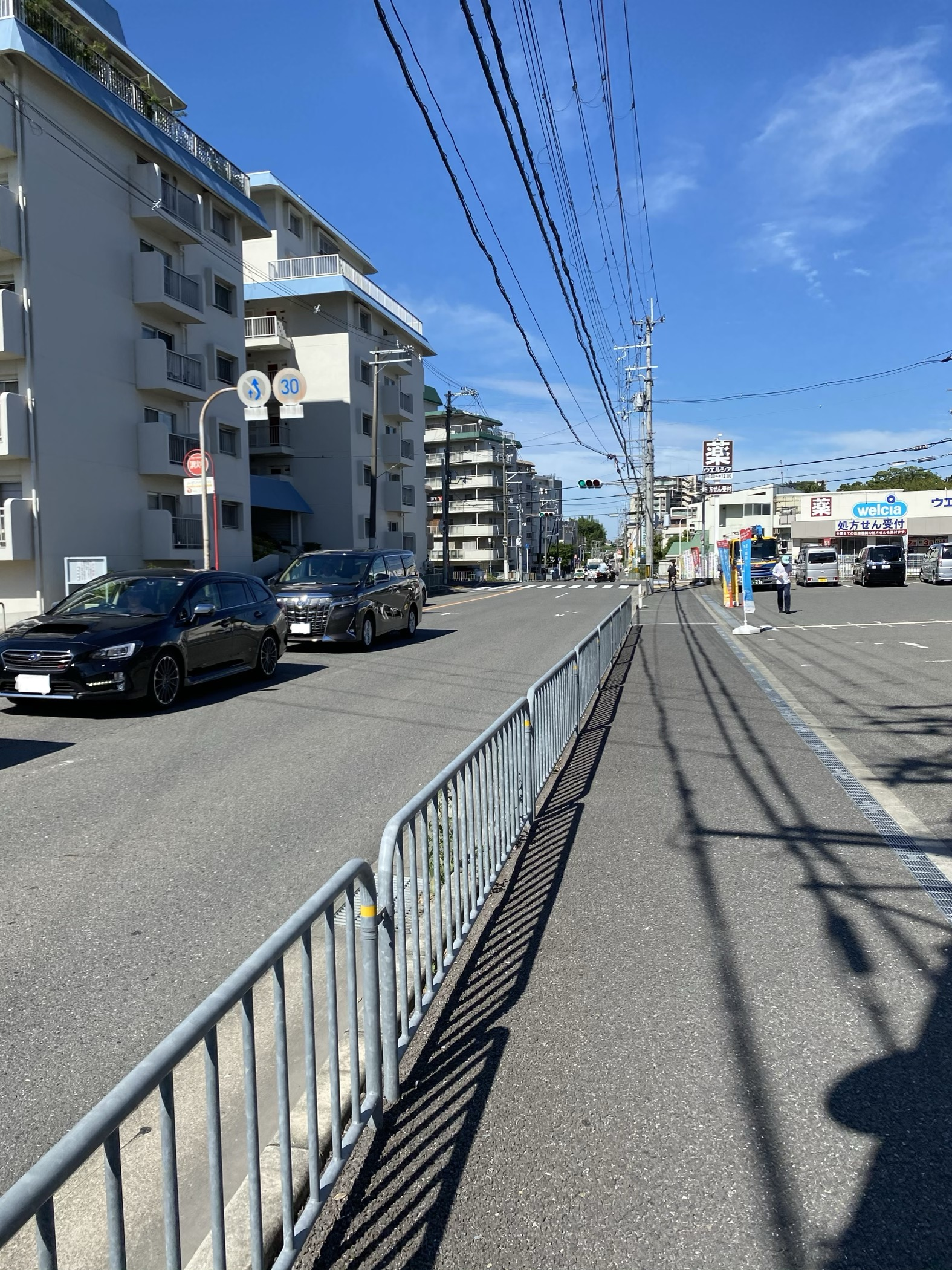
府道67号線沿いにはマンションが立ち並ぶ。（古曽部町2丁目）

古曽部村は、古くから開けた農村で、旧村域の中央部から南部にかけての耕地（大部分が水田）は条里制にもとづく地割がおこなわれている. 1889年の町村合併により磐手村に組み込まれ(同村の西南部に位置した), 1931年、他の4箇村ともに高槻町と合併した(1943年市制施行)。
主たる作物は米で、酒米として伏見や灘へ移出された。副業として、ケシやタバコ、菜種、除虫菊、ジキタリスなどが栽培されていた
旧村域南部の水田地帯(現:白梅町・高槻町・北園町・大学町など)は国鉄(現JR)高槻駅と阪急高槻市駅の中間に位置し、旧高槻町(1931-1943) 期の阪急電鉄による宅地開発をきっかけとして、市内中心部の繁華街に組み込まれていった。高度経済成長期以降には、旧村域の西縁および北部を占める丘陵地（古曽部四丁目・五丁目、奥天神町一丁目・美しが丘）などで大規模な宅地開発がおこなわれたほか、特に昭和40年代後半には、高槻駅から徒歩圏内という好立地を生かし、4～8階程度の中層マンションが民間事業者によって建設された。住宅供給を行う主体が民間事業者であった背景としては、当時、日本住宅公団(現都市再生機構)や大阪府住宅供給公社が高槻市内での団地造成を中止していたことによる。このような開発がなされたこともあって、現在では旧村域の全域で市街地化が進んでいる。

## 施設

### 寺社
- 伊勢寺（曹洞宗）（奥天神一丁目）
- 浄教寺（浄土真宗本願寺派）（古曽部三丁目）
- 速證寺（浄土真宗本願寺派）（古曽部三丁目）
- 乾性寺（日蓮宗）（天神町一丁目）
- 少林窟道場（禅宗系）（古曽部三丁目）
- 日吉神社（古曽部三丁目）
- 雲が峰神社（古曽部四丁目）

### 教育

#### 大学
- 大阪医科薬科大学（現:大学町）
- 関西大学高槻ミューズキャンパス（現:白梅町）

#### 高等学校
- 大阪府立高槻北高等学校（別所本町） - かつて高槻市で教職員らが自主的に実施していた地元集中制のもとでは、第八中学校(次節参照)の生徒はこの高校を受験するよう指導されていた。学校の敷地は雲が峰神社の境内の東に隣接し、奥坂小(次節参照)・第八中学校と隣接している。

#### 小中学校
現古曽部町を校区に含む公立の小中学校は以下の通り
- 高槻市立奥坂小学校（別所本町)（1977年-現在)
- 高槻市立第八中学校（紅茸町)(1971年-現在)

古曽部五丁目から分離して成立した美しが丘、旧村域（大字域）の一部をふくむ宮が谷町、別所本町も、両校の校区の一部を構成している。
かつて旧古曽部村(大字古曽部)、現古曽部町を校区に含んでいた公立の小中学校は以下の通り
- 高槻市立磐手小学校（安満西の町)(1876年-1977年)
- 高槻市立第一中学校（城内町)(1947年-1949年)
- 高槻市立第二中学校（郡家本町)(1949年-1971年)

古曽部の旧村域(大字域)の一部を校区とする公立の小中学校は以下の通り

天神町・奥天神町・白梅町
- 高槻市立第二中学校（郡家本町）
- 高槻市立芥川小学校（真上町一丁目）

八丁西町・高槻町・北園町・大学町・城北町
- 高槻市立第一中学校（城内町）
- 高槻市立高槻小学校（本町）

### 文化施設
- 古曽部防災公園

### 商業施設
- サーティワン高槻別所店
- ケアーズドラッグ古曽部店
- すき家高槻古曽部店
- ファミリーマート高槻古曽部店
- ウエルシア高槻古曽部店
- ENEOS高槻北SS
- フルーツガーデンオオサキ

## 古曽部焼
江戸期から大正期にいたる古曽部焼は、五十嵐家以外に窯も陶工もなく、「古曽部」の名称は、他の焼き物のような陶工集団や窯の所在地をいうのではなく、五十嵐窯の屋号のような役割を果たしていた。
古曽部焼窯元の五十嵐家は、旧別所村(現別所本町)との境に近い平野部と丘陵部の境界に居をかまえ（現古曽部三丁目）、登り窯は、五十嵐邸の裏手から東北方にかけての丘陵部に築かれ、五代窯元五十嵐信平(本名:栄次郎)の大正末年(1926年)まで作陶がつづけられた。登り窯の本体は、昭和11年(1936年)までは作陶可能な状態で維持され、昭和二十年代( ~1954年)まで存在していた。五十嵐邸の門前に、「古曽部竈跡」の石碑や、同市教育委員会による「古曽部窯跡」の案内板が設置されている。
昭和後期に入り、寒川義崇によって1978年に新たに開窯された「茶陶 古曽部焼（義崇窯）」は、川久保の地（旧磐手村北部、高槻市の東北部を占める大字）で開設されている。

## 古曽部ゆかりの有名人
- 伊勢姫(872 - 938)三十六歌仙のひとり。
- 古曽部入道能因（988-1050/1058）中古三十六歌仙のひとり。
- 五十嵐新平（1750-1829）古曽部焼の陶祖。

## 行政区画の変遷
- 1889年（明治22年）以前　摂津国嶋上郡古曽部村
- 1889年（明治22年）4月1日 - 町村制の施行により、嶋上郡の安満村・下村・別所村・成合村・川久保村とともに磐手村を形成。「嶋上郡磐手村大字古曽部」
- 明治29年（1896年）4月1日 - 郡制の施行のため、島上郡・島下郡が合併して三島郡となる。「三島郡磐手村大字古曽部」。
- 1931年（昭和6年）1月1日 - 高槻町および大冠村・清水村・芥川町と合併し、改めて高槻町が発足。「三島郡高槻町大字古曽部」。
- 1943年（昭和18年）1月1日 - 高槻町、市制施行により高槻市となる。「高槻市大字古曽部」。
- 1963年（昭和38年）：大字古曽部のうち、旧国鉄東海道線(現JR京都線)より南側の部分に区画整理による住居表示の「町」が成立。
  - 紺屋町（7月1日、字西荒毛・鳥ヶ目の一部と大字上田部の一部）
  - 高槻町（7月1日、字東荒毛・門鳥の全域と字西洗毛・鳥ヶ目の一部、大字高槻・上田部の一部）
  - 北園町（7月1日、字飯田・越ヶ本・堂田・荷田・領見・鯰、大字高槻の一部）
  - 大学町（7月1日、字荒田・箕田・宮田・北伊賀本の全域、字飛騨ヶ森・南伊賀本の一部、大字高槻の一部）
  - 八丁西町（7月1日、字哉里・竜ノ後・東葛ヶ本・三田）
  - 城北町 2丁目（7月1日、字飛騨ヶ森・南伊賀本の一部、大字高槻の一部）
- 1964年（昭和39年）：大字古曽部のうち、旧国鉄東海道線(現JR京都線)より北側の、北部の丘陵部を除く市街地・耕地・西部丘陵地（上宮天満宮・加賀山乾性寺・伊勢寺などの境内が連なる地域）の部分を再編
  - 古曽部町1 -3丁目（6月1日)　大字古曽部の中枢部分に設定
  - 天神町1丁目（6月1日、字加賀山・車塚の全域と字菩提谷・門前・冷月の一部、大字上田部・真上・芥川の一部）
  - 天神町2丁目（6月1日、字菩提谷・肥後谷の一部、大字上田部・真上の一部）
  - 白梅町（6月1日、字宇津輪・大正田・五反田、大字上田部の一部）
- 1968年（昭和43年）：宅地開発にともない、大字古曽部のうち、北部丘陵地を再編。「大字古曽部」の消滅。
  - 奥天神町1 丁目（6月1日、字長谷・肥後谷・伊勢寺山・鷺塚の全域と字大谷・大谷口・山田善稔・土取・菩提谷・門前・横道・中山の一部、大字真上の一部）
  - 奥天神町3丁目（6月1日、字ケタガ谷・平尾・西狐谷・狐谷・東狐の全域と字大谷・大谷口・山田善稔・モスガ谷・大久保・慈善寺の一部）
  - 別所本町（6月1日、字慈善寺・歓喜寺・池ノ上の一部と大字別所の中心部。）
- 1975年（昭和50年）：宅地開発にともない、北部の丘陵部を再編。
  - 古曽部町4 -5丁目（6月1日, 1968年に奥天神3丁目および別所本町に分配されていた旧大字域に加え、旧大字別所・成合の一部）
- 1994年（平成6年）
  - 美しが丘1 - 2丁目（11月1日、旧古曽部五丁目を中心に奥天神町1丁目、3丁目・古曽部町4 丁目・別所本町の一部を再編）